# Deurle
Deurle est une section de la commune belge de Laethem-Saint-Martin située en Région flamande dans la province de Flandre-Orientale. C'était une commune à part entière avant la fusion des communes de 1977.

## Démographie

### Évolution démographique
- Sources : INS, Rem. : 1831 jusqu'en 1970 = recensements, 1976 = nombre d'habitants au 31 décembre[2].

## Musées et monument
- Musée communal (Gemeentelijk Museum) Gustaaf de Smet
- Musée Léon de Smet
- Musée Dhondt-Dhaenens
- Château de Ooidonk

## Personnalités
- L'artiste peintre Léon de Smet (1881-1966) y a vécu depuis 1930 jusqu'à son décès, y est décédé et y est inhumé.